# ANts P2P
ANts P2P é um aplicativo de código livre de GPLed para troca de arquivos por peer-to-peer, escrita em Java. O software foi criado pelo italiano Roberto Rossi, e pode vir a conquistar uma popularidade maior do que outros programas do tipo, como eMule e Kazaa Lite.  Ainda em fase de desenvolvimento (versão beta), o programa promete fornecer total anonimato aos usuários, a exemplo do freenet.  Para isso, o ANTs usa um método de codificação assimétrico com senha dupla (pública e confidencial), permitindo criptografar os pedidos (requests) de arquivo e as buscas do internauta.
A senha pública, chamada de ID, é dividida em setores durante a pesquisa para que somente a senha confidencial possa revelá-la, tornando possível ao usuário exibir os resultados de sua pesquisa. No entanto esse programa não parece convencer a todos, em especial Jason Rohrer, que criou o programa alternativo i2phex. Jason declarou que o programa de Rossi é vulnerável a programas espiões, que podem inclusive interceptar completamente os pedidos e segui-los com sua própria ID.
O programa espião pode desta maneira saber dos resultados de pedido ou de linhas de tráfego da vítima.  Rossi refutou a teoria e desafiou os hackers a derrubar o sistema de proteção que integra seu programa.

### Fóruns e outras páginas em italiano
- https://web.archive.org/web/20160303170208/http://www.ackronic.net/ackws/forums/index.php?showforum=81
- https://web.archive.org/web/20050403191251/http://www.p2pforum.it/forum/forumdisplay.php?f=73
- http://www.p2psicuro.it/ants/index.htm

### Fóruns de outros países
- https://web.archive.org/web/20051023134607/http://www.myjavaserver.com/~gwren/home.jsp?page=forum]
- http://sourceforge.net/forum/?group_id=106782
- http://board.planetpeer.de/index.php/board,26.0.html